# Opades costipennis
Opades costipennis is een keversoort uit de familie boktorren (Cerambycidae). De wetenschappelijke naam van de soort is voor het eerst geldig gepubliceerd in 1843 door Buquet in Guérin-Méneville.